# Борть

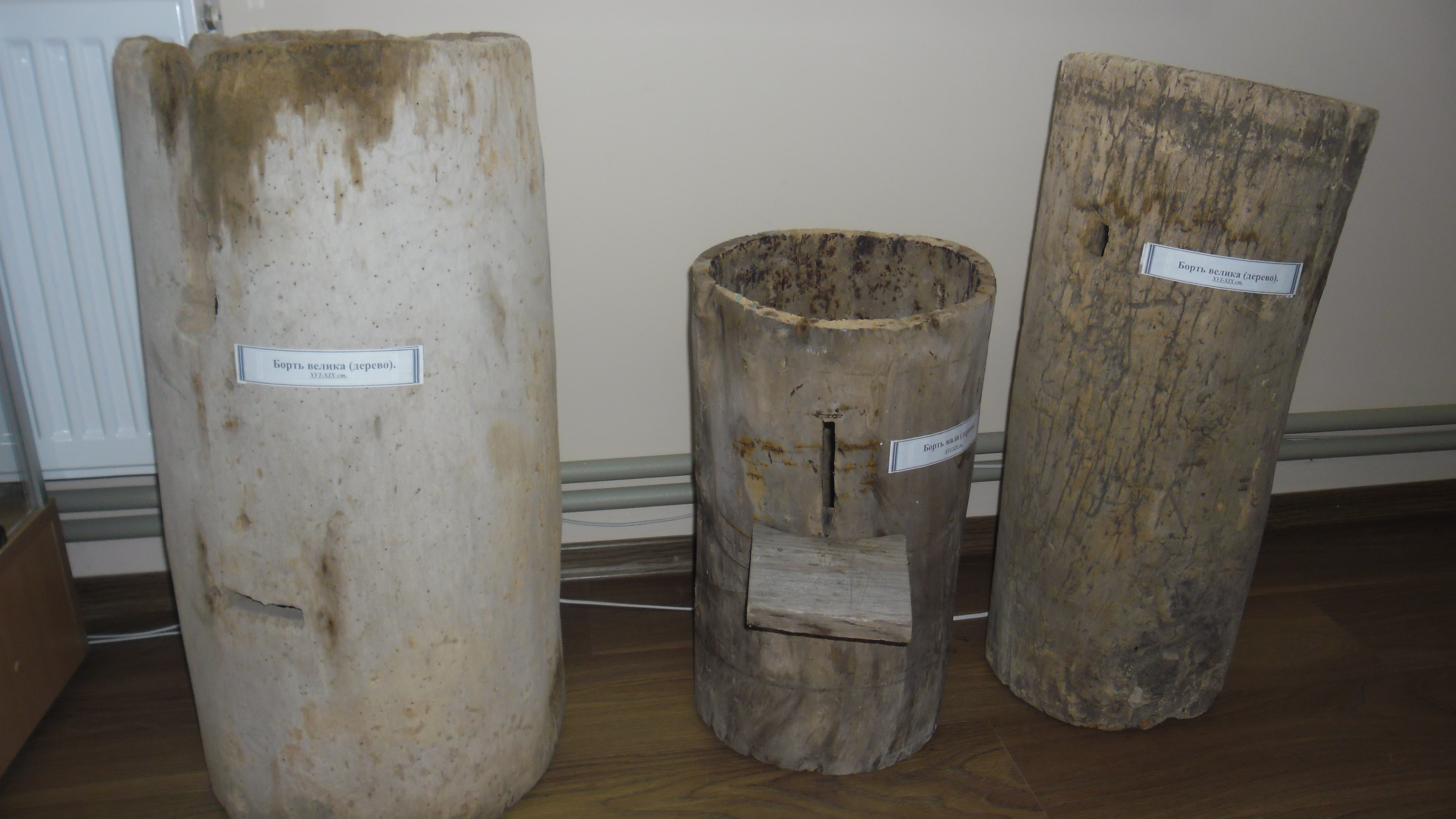
Борть. Гадяцький історико-краєзнавчий музей, Україна.

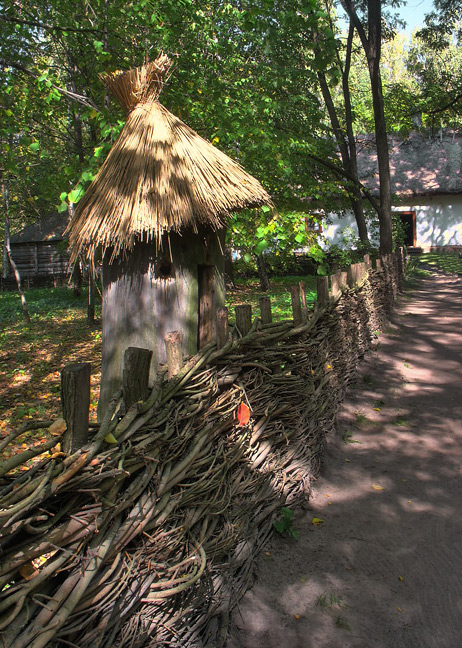
Борть у Музею історії бджільництва Середньої Наддніпрянщини

Борть (род. відм. бо́рті і бо́ртя), також коло́да, дуплянка — найпростіший вулик — видовбана колода, яку навішують на дерево, або дупло в дереві, де живуть бджоли. Борть була частково розбірним вуликом і надавала можливість його повторного використання після щорічного вирізання медових щільників. Видовбаний оцупок дерева споряджався льотком («очком»), покривався дашком з лубу, соломи, очерету, драниць («палубою», «яндилою», «яндолою»), для підтримки стільників у нього вставлялися тоненькі палички («снози»).
Слово борть (д.-рус. бърть, борть) походить від прасл. *bъr̥tь, що виводять від пра-і.є. *bher- («ударяти», «колоти», «різати», «терти») і порівнюють з лат. foramen («отвір»), давн.в-нім. boron («свердлити»), нім. bohren («свердлити») і Bohrer («свердло», «бор»), а також з укр. бороти, борона. Первісне значення — «видовбана або висвердлена колода».
На зміну бортям прийшли дуплянки — видовбані вулики зі знімним дном. Пізніше з'явилися дощаті розбірні вулики, близькі до сучасних.
Для захисту розвішаних на деревах бортей і дуплянок від ведмедів використовували підвішену до дерева важку колоду (згідно зі словником Даля, в Мінській губернії такий пристрій називали «колоколом»). Залізши на дерево, ведмідь намагався відштовхнути від себе «колокіл», але нарешті падав з дерева на встановлене внизу кілля.